# Haledon
Haledon és una població dels Estats Units a l'estat de Nova Jersey. Segons el cens del 2007 tenia 8.389 habitants.

## Demografia
Segons el cens del 2000, Haledon tenia 8.252 habitants, 2.820 habitatges, i 1.974 famílies. La densitat de població era de 2.746,7 habitants/km².
Dels 2.820 habitatges en un 35,2% hi vivien nens de menys de 18 anys, en un 50,6% hi vivien parelles casades, en un 15,2% dones solteres, i en un 30% no eren unitats familiars. En el 23,4% dels habitatges hi vivien persones soles el 9,3% de les quals corresponia a persones de 65 anys o més que vivien soles. El nombre mitjà de persones vivint en cada habitatge era de 2,83 i el nombre mitjà de persones que vivien en cada família era de 3,41.
Per edats la població es repartia de la següent manera: un 25,5% tenia menys de 18 anys, un 8,9% entre 18 i 24, un 31,9% entre 25 i 44, un 19,6% de 45 a 60 i un 14,1% 65 anys o més.
L'edat mediana era de 35 anys. Per cada 100 dones de 18 o més anys hi havia 85,4 homes.
La renda mediana per habitatge era de 45.599 $ i la renda mediana per família de 49.014 $. Els homes tenien una renda mediana de 37.143 $ mentre que les dones 29.830 $. La renda per capita de la població era de 19.099 $. Aproximadament el 6,2% de les famílies i el 10,6% de la població estaven per davall del llindar de pobresa.

## Poblacions properes
El següent diagrama mostra les poblacions més properes.